# Bactrocera minima
Bactrocera minima är en tvåvingeart som först beskrevs av Erich Martin Hering 1952.  Bactrocera minima ingår i släktet Bactrocera och familjen borrflugor. Inga underarter finns listade.